# Lucien Girier
Lucien André François Girier, né le 23 février 1890 à Lyon (3e arrondissement), Rhône, et mort le 1er mai 1967 à Antibes (Alpes-Maritimes), est un aviateur militaire français. Il a terminé sa carrière au grade de général de division aérienne.

## Distinctions
- Chevalier de la Légion d'honneur le 12 juillet 1918[1],[2] il est transféré dans l'aviation[3].
- Officier de la Légion d'honneur, le 28 décembre 1924[1],[2].
- Commandeur de la Légion d'honneur, le 7 juillet 1933[1],[2].
- Grand officier de la Légion d'honneur[3] en novembre 1940[2].
- Croix de guerre 1914–1918 le 26 juin 1915[1],[2].
- Médaille commémorative de la guerre 1914-1918.
- Médaille interalliée 1914-1918.
- Médaille coloniale avec agrafe (Afrique).
- Chevalier de l'ordre de la Couronne de Roumanie avec glaive.
- Officier de la Couronne de Roumanie, nommé par le roi Carol II.
- Mérite aéronautique roumain, décerné par le roi Carol.
- Officier de l'ordre de l'Aigle blanc de Serbie.
- Officier de l'ordre du Sauveur de Grèce.
- Médaille de la Valeur Militaire de Grèce.
- Grand Officier du Nichan Iftikhar.
- Grand Officier de l'Ordre du Nichan el Anouar.
- Commandeur de l'Ordre du Ouissam alaouite.
- Commandeur de l'Ordre de l'Étoile noire.
- Titulaire de la médaille de vermeil et de la médaille d’or de l'Aéro-Club de France[1],[3]